# Hamster Corporation
Hamster Corporation (株式会社ハムスター, Kabushiki-gaisha Hamusutā) (株式会社ハムスター, Kabushiki-gaisha Hamusutā?) É uma produtora de videogames japonesa, com escritório localizado em Setagaya, Tóquio, Japão. A divisão de jogos da Toshiba-EMI limitada foi desmembrada em Novembro de 1999, permitindo a criação da HAMSTER Corporation.
Na PlayStation Store do Japão, 120 ou mais títulos são distribuídos para os chamados Arquivos Arcade, com a venda de muitos outros títulos indo para outras plataformas. A HAMSTER Corporation adquiriu os direitos dos jogos de vídeo em Março de 2014 e os direitos dos jogos de vídeo da UPL em maio de 2016.

## Jogos Publicados

### PlayStation
- Raiden
- Raiden DX
- Sonic Wings Special
- Shienryu
- Crazy Climber
- Moon Cresta
- The Conveni
- The Conveni 2

### PlayStation 2
- Crazy Climber
- Moon Cresta
- Terra Cresta
- The Conveni 3
- The Conveni 4

### PlayStation 3
- BandFuse: Rock Legends

### PlayStation 4
- Arquivos Arcade
- Sudoku por Nikoli

### PlayStation Portátil
- Sudoku por Nikoli

### PlayStation Vita
- Sudoku por Nikoli V

### PlayStation Mobile
- Magic Arrows
- Appli Archives

### Wii
- Ninja JaJaMaru-kun
- Ninja-Kid
- Exerion
- Crazy Climber
- Moon Cresta

### Wii U
- Ninja JaJaMaru-kun

### Nintendo 3DS
- Ninja JaJaMaru-kun
- Sudoku por Nikoli 3D
- AZITO

### Nintendo Switch
- Arquivos Arcade

### Xbox 360
- The Conveni 200X